# Titanit

Titanitkristallmodel

Titanit eller sfen (från antikens grekiska σφηνώ (sphēnṓ) 'kil'), är ett kalcium-titan-nesosilikatmineral, CaTiSiO5. Spår av föroreningar som järn och aluminium förekommer ofta. Vanligt är även sällsynta jordartsmetaller, bland andra cerium och yttrium; kalcium kan delvis ersättas av torium.

## Nomenklatur
International Mineralogical Association Commission on New Minerals and Mineral Names (CNMMN) antog namnet titanit och "diskrediterade" namnet sfen år 1982, även om ofta tidskrifter och böcker initialt identifierar mineralet med båda namnen. Sfen var det vanligaste namnet fram till IMA-beslutet, även om båda var välkända. Vissa myndigheter tycker att det är mindre förvirrande eftersom ordet används för att beskriva alla kemikalier eller kristaller med oxiderat titan som serien av sällsynta jordartsmetaller titanatpyroklorer och många av mineralerna med perovskitstrukturen. Namnet sfen fortsätter att vara publicerbart i expertgranskad vetenskaplig litteratur, till exempel en artikel av Hayden et al. publicerades i början av 2008 i tidskriften Contributions to Mineralogy and Petrology. Sfen kvarstår som det informella namnet för titanitädelstenar.

## Egenskaper

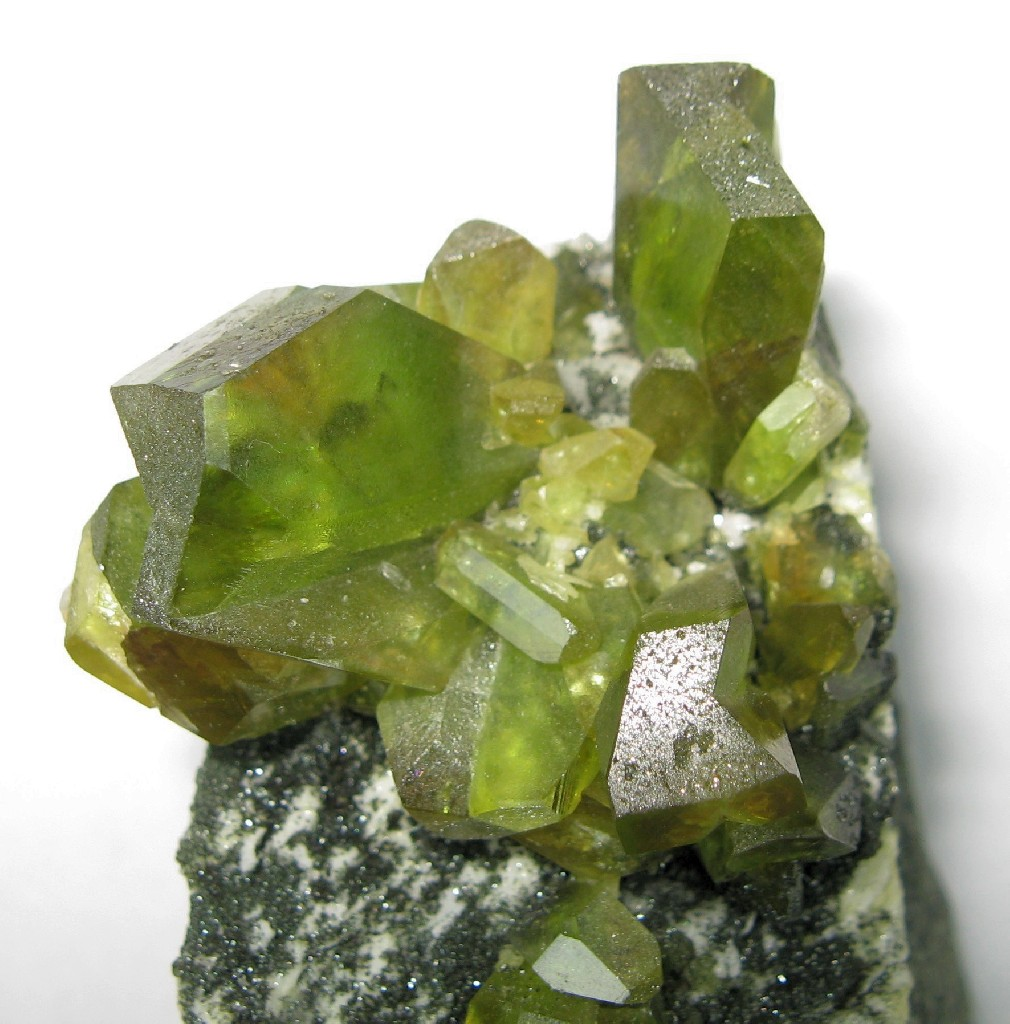
Grön titanitkristallkluster från Tormiqdalen i Haramoshbergen, Pakistan

Titanit, som är uppkallat efter sitt titaninnehåll, förekommer som transparanta till genomskinliga, rödbruna, grå, gula, gröna eller röda monokliniska kristaller. Dessa kristaller är vanligtvis sfenoida och är ofta tvinnade. Titanit har en subadamantin som tenderar till en lätt hartsartad lyster och har en hårdhet på 5,5 och en svag klyvning. Dess specifika vikt varierar mellan 3,52 och 3,54. Titanits brytningsindex är 1,885–1,990 till 1,915–2,050 med en stark dubbelbrytning på 0,105 till 0,135 (biaxiell positiv); under mikroskopet leder detta till en distinkt hög relief som i kombination med den vanliga gulbruna färgen och pastillformade tvärsnittet gör mineralet lätt att identifiera.
Transparenta exemplar är kända för sin starka trikroism, de tre färgerna som presenteras är beroende av kroppsfärg. På grund av den släckande effekten av järn uppvisar sfen ingen fluorescens under ultraviolett ljus. En del titanit har visat sig vara metamisk, till följd av strukturella skador på grund av radioaktivt sönderfall av det ofta betydande toriuminnehållet. När den ses i tunt snitt med ett petrografiskt mikroskop kan pleokroiska glorier observeras i mineraler som omger en titanitkristall.

## Förekomst
Titanit förekommer som ett vanligt bimineral i mellanliggande och felsiska magmatiska bergarter och tillhörande pegmatiter. Den förekommer också i metamorfa bergarter som gnejs och skiffer och skarn. Källorterna är Pakistan, Italien, Ryssland, Kina, Brasilien, Tujetsch, St. Gothard, Schweiz, Madagaskar, Österrike, Renfrew County, Ontario, Kanada, Sanford, Maine, Gouverneur, Diana, Rossie, Fine, Pitcairn, Brewster, New York och Kalifornien i USA.

## Användning
Titanit är en källa till titandioxid, TiO2, som används i färgpigment. Som en ädelsten är titanit vanligtvis någon nyans av chartreuse, men kan vara brun eller svart. Nyansen beror på järnhalten (Fe), med låg Fe-halt som orsakar gröna och gula färger, och hög Fe-halt som orsakar bruna eller svarta nyanser. Zonindelning är typisk i titanit. Den är uppskattad för sin exceptionella spridningskraft (0,051, B till G-intervall) som överstiger diamantens. Smyckesanvändning av titanit är begränsad, både för att stenen är ovanlig i ädelstenskvalitet och är relativt mjuk. 
Titanit kan också användas som en U-Pb geokronometer, speciellt i metamorfa terräng.

## Bildgalleri

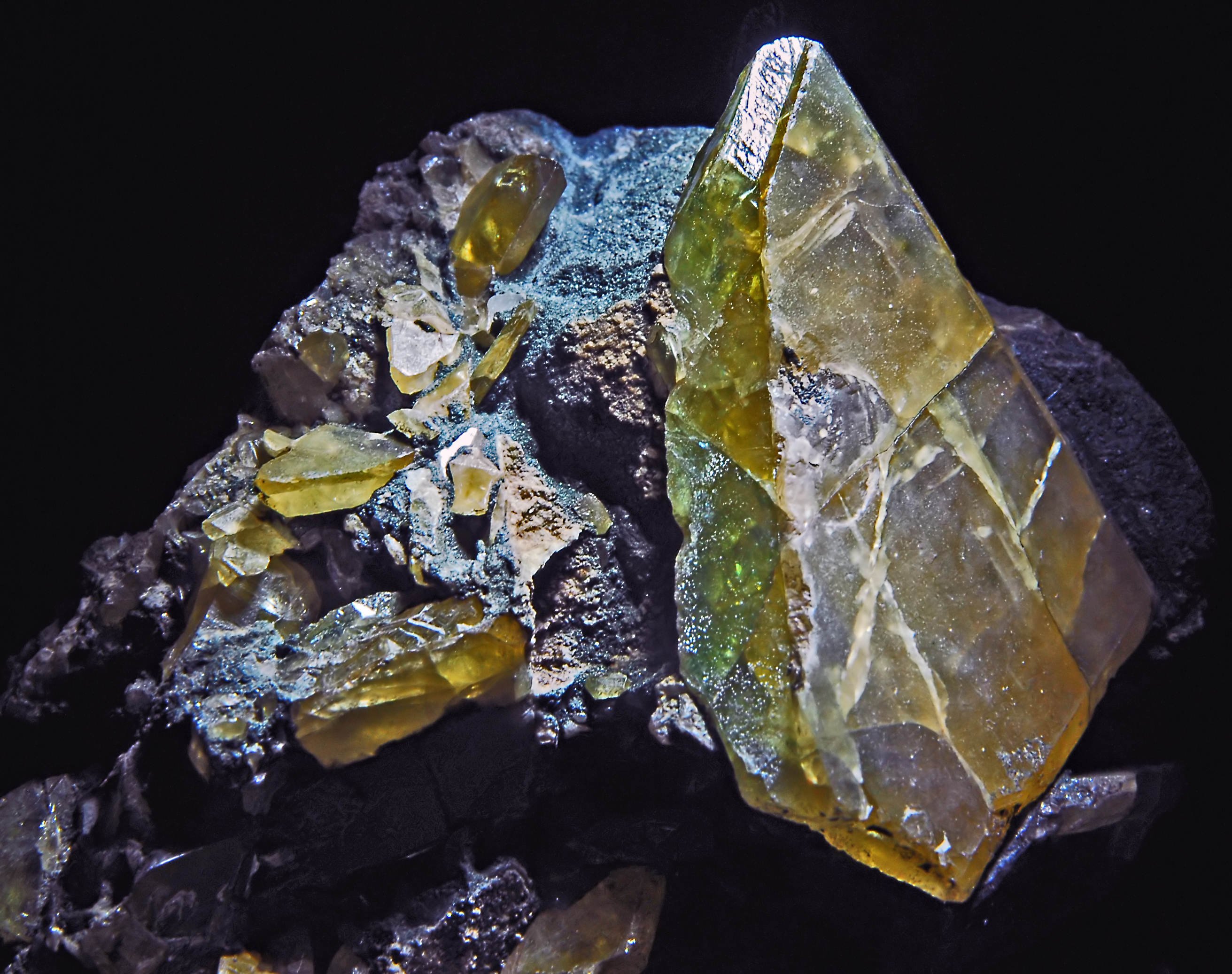
Exemplar från mineralsamlingen på Naturmuseum Senckenberg i Frankfurt am Main
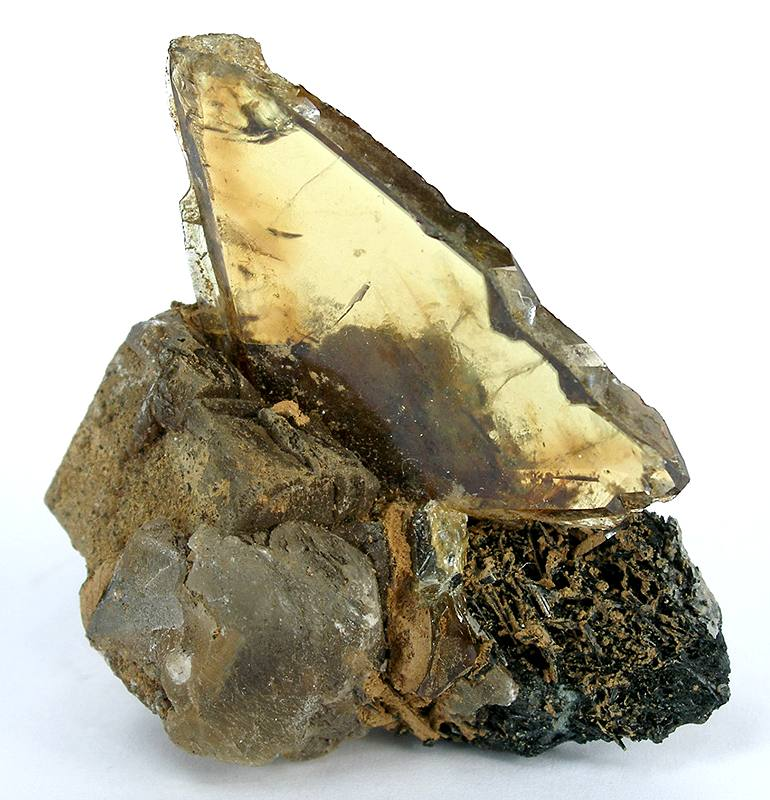
Titanitkristall som är helt gemy och transparent, med en ljus olivgrön färg, på matris av kalcit och epidot
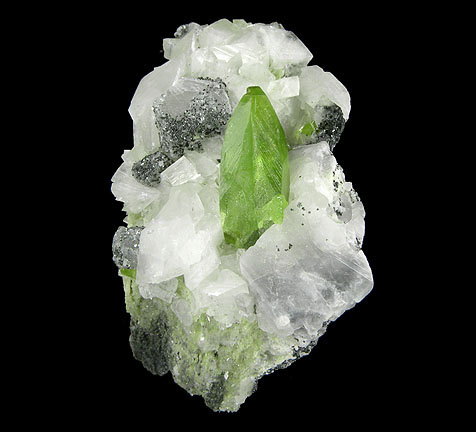
Ljusgrön, tvinnad kristall av titanit med adularia och mindre klinoklor på matris
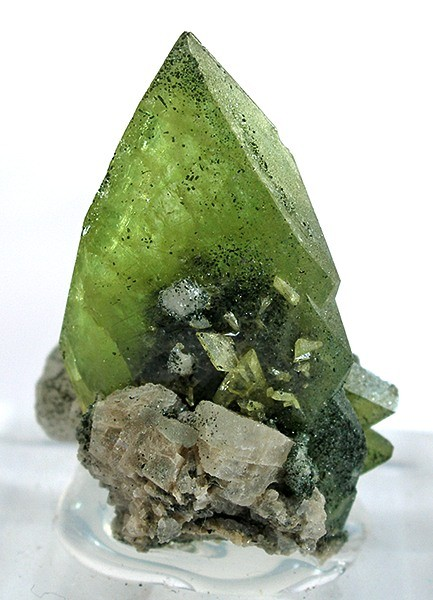
Olivgrön spets av titanit i matris från Pakistan
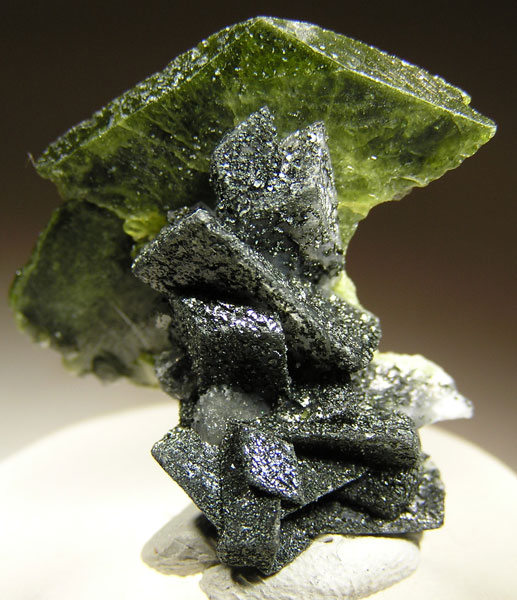
Grön titanitkristall placerad högst upp på en kolumn av grå, kloritinkluderade kristaller
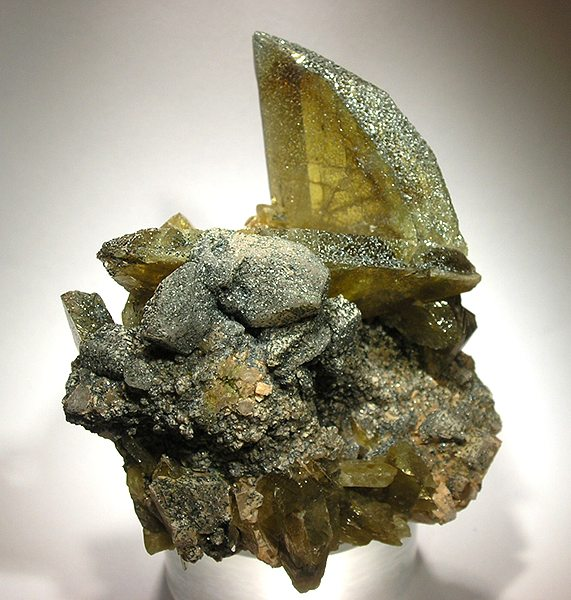
Gulgrön titanit tvinnad kristall placerad vertikalt på matrisen